# SELENE

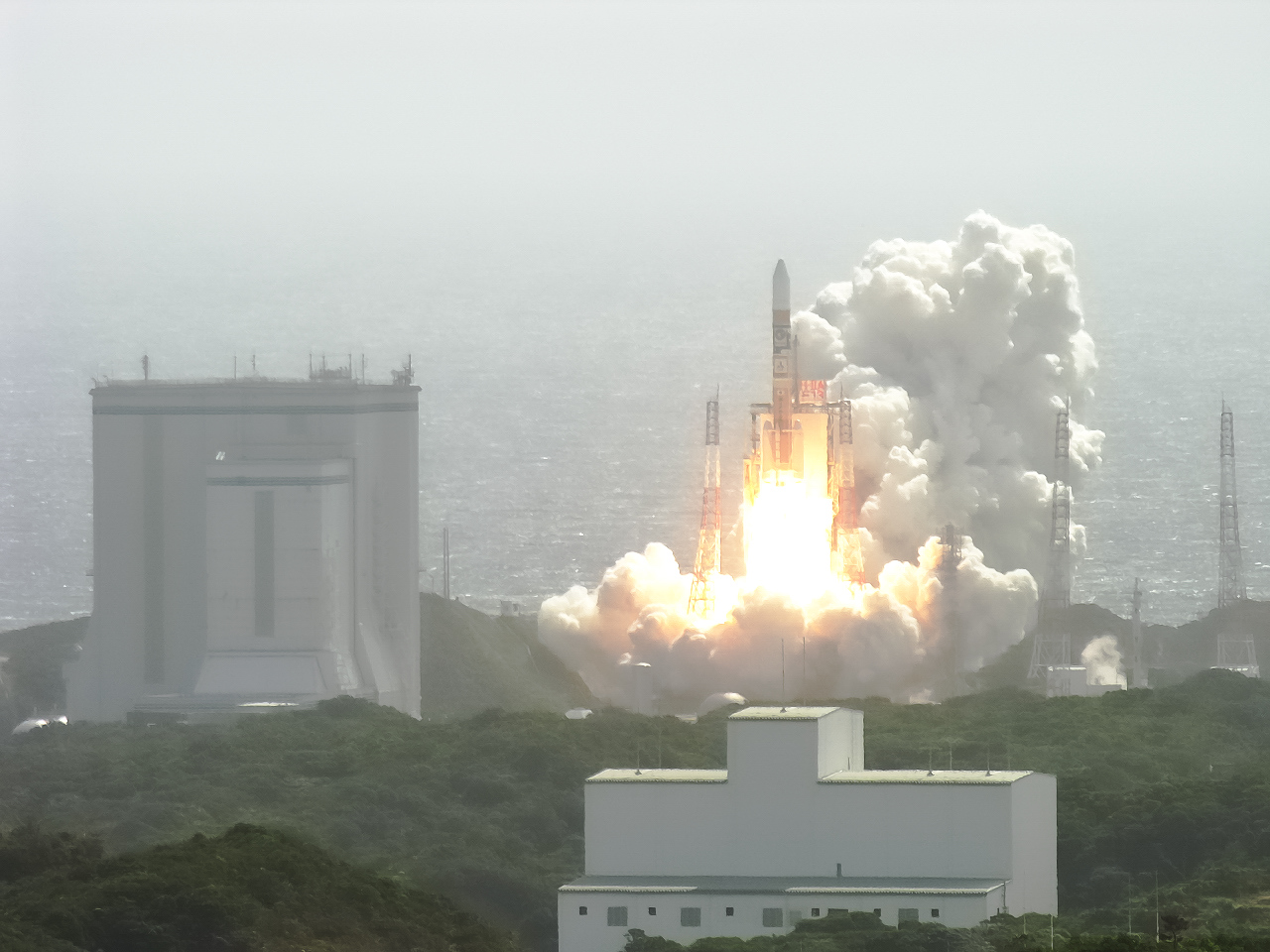
Lansarea H-IIA F13 care poartă sonda SELENE (imagine de Narita Masahiro)

Sonda SELENE (numită și „Kaguya”, după o prințesă dintr-un basm tradițional japonez) a fost lansată pe 14 septembrie 2007, având ca scop realizarea unei hărți foarte precise a Lunii și explorarea suprafeței și a straturilor inferioare ale satelitului natural al Pământului. Sonda a mai studiat repartiția mineralelor și a altor elemente, comportamentul particulelor energetice și al plasmei și a evaluat fenomenele magnetice.
JAXA a studiat pe parcursul misiunii „modul în care poate fi utilizata Luna ca noua resursă pentru pământeni”. Agenția spațială japoneză a anunțat că intenționează să instaleze o bază lunară pe Lună în jurul anului 2025.
Misiunea a costat 55 de miliarde de yeni (355 de milioane de euro) și a durat un an, timp în care JAXA și NHK a oferit publicului imagini ale Terrei.